# Шевченко Владислав Олександрович
Владисла́в Олекса́ндрович Шевче́нко (нар. 24 листопада 1981, Попівка, Миргородський район Полтавська область) — український актор, театральний режисер. Заслужений діяч мистецтв України (2015).

## Творча біографія
У 2003 році закінчив Гадяцьке училище культури за спеціальністю "Режисура видовищно-театралізованих заходів". 
У 2009 році закінчив Київський національний університет театру, кіно і телебачення імені Івана Карпенка-Карого. Спеціальність режисер драматичного театру. (Диплом з відзнакою)
У 2020 році закінчив Київський національний університет театру, кіно і телебачення імені Івана Карпенка-Карого. Магістратура. Спеціальність продюсер сценічного мистецтва. (Диплом з відзнакою)
З грудня 2003 року працює актором Полтавського академічного обласного українського музично-драматичного театру ім. М. В. Гоголя. (Директор театру: Фарбер Євгеній Самойлович.)
З 2007 року переведений на посаду режисер — постановник театру.
З вересня 2008 року призначений в. о. головного режисера театру. (Директор театру: Олексій Андрієнко.)
З 12 жовтня 2012 року переведений на посаду режисер — постановник театру.
З лютого 2014 року переведений на посаду в.о. головного режисера театру.
З 16 квітня 2015 року назначений головним режисером театру.
9 листопада 2015 року указом президента України 632/2015 присвоєно звання Заслужений діяч мистецтв України.
21 листопада 2019 року нагороджений почесною грамотою Міністерства культури України.

### Основні постановки
- «Злочин і кара» (драма) Ф.Достоєвський (курсова робота) — на сцені Полтавського театру ім. М.Гоголя (12.04.2005 рік);
- «Лісова пісня» (драма-феєрія) Л.Українка — на сцені Полтавського театру ім. М.Гоголя (27.02.2007 рік);[2]
- «Попелюшка» (казка-шоу) за Є. Шварцом — на сцені Полтавського театру ім. М. В. Гоголя (25.12.2008 рік);[3]
- «Вій» (містична — драма) Н.Садур за М. В. Гоголем — на сцені Полтавського театру ім. М. В. Гоголя (27.03.2008 рік);[4]
- «Бог є любов або Edit Piaf» (мюзикл) Г. Цибань — на сцені Полтавського театру ім. М. В. Гоголя (26.03.2009 рік);[5][6]
- «Безталанна» (драма) І. К. Карпенко — Карий; — на сцені Полтавського театру ім. М. В. Гоголя (19.10.2009 рік);[7][8][9]
- «Гука — Чака — вождь — червоношкірих» (казка — гра) З. Сагалов; — на сцені Полтавського театру ім. М. В. Гоголя (2009 рік);[10]
- «Бременські музики» (мюзикл) Ю. Ентін та В. Ліванов; на сцені Полтавського театру ім. М. В. Гоголя (25.12.2010 рік);[11]
- «Дочки — Матері» Олександр Мардань. На сцені Полтавського театру ім. М. В. Гоголя (26.05.2010 рік)[12]
- «Пошилися в дурні» Марк Кропевницький. Вільна сцена (20.07.2011 рік)
- «Царівна Ква - Ква» Г. Цибань, Є. Кулаков. На сцені Полтавського театру ім. М. В. Гоголя (2012 рік)[13]
- «Сватання на Гончарівці» К. Основ'яненко.(поновлення вистави) На сцені Полтавського театру ім.М. В. Гоголя (2013 рік)[14]
- «За двома зайцями» М. Старицький. На сцені Полтавського театру ім. М. В. Гоголя (27.03.2013 рік)[15][16]
- «Малюк та Карлсон» Г. Цибань. На сцені Полтавського театру ім. М. В. Гоголя (06.06.2013 рік)[17][18]
- "Наймичка" І. Тогобочний. На сцені Полтавського театру ім. М.В. Гоголя (27.03.2014 рік)[19]
- "Летючий корабель" М. Дунаєвський, Ю. Ентін, Г. Цибань. На сцені Полтавського театру ім. М.В. Гоголя (24.12.2014 рік)
- "Новорічні пригоди Маші та Віті" (мюзикл) П. Фіна, В. Лугового. Муз. Г. Гладков. На сцені Полтавського театру ім. М.В. Гоголя (20.12.2014 рік)
- "Мить...Життя..." по мотивах п'єси "Наше містечко" Т. Уайлдера. Сценічна редакція та переклад - О. Коваленко. На сцені Полтавського театру ім. М.В. Гоголя (23.01.2015 рік)[20][21][22][23][24][25]
- "Буратіно" мюзикл на 1 дію. Лібрето та переклад пісень Г. Цибань. Тексти пісень і вірші Ю. Ентін та Б. Окуджава. На сцені Полтавського театру ім. М.В. Гоголя (19.12.2015 рік)[26][27]
- "Зона. 30 кілометрів людяності" Драма на 1 дію. П'єса "На початку та наприкінці часів" П. Ар'є. На сцені Полтавського театру ім. М.В. Гоголя (26.04.2016 рік)[28][29][30][31][32][33][34]
- "Кайдашева сім'я" Музична комедія на 2 дії. Інсценізація за творами Нечуя-Левицького та тексти пісень О.Коваленко. Композитор Ю.Алжнев. На сцені Полтавського театру ім. М.В. Гоголя (30.10.2016 рік)[35][36][37]
- "12 місяців" Музична казка на 1 дії. Інсценізація за твором С. Маршака та тексти пісень О.Коваленко. Композитор А. Зіменко. На сцені Полтавського театру ім. М.В. Гоголя (18.12.2016 рік)[38][39][40][41]
- "Усі миші люблять сир" Музична казка на 1 дії. Інсценізація за твором Дюли Урбан та тексти пісень О.Коваленко.  На сцені Полтавського театру ім. М.В. Гоголя (24.06.2017 рік)[42][43][44][45][46]
- "Жив був пес" Мюзикл на 1 дію. Автор О. Коваленко. Композитор В. Ковтун. На сцені Полтавського театру ім. М.В. Гоголя (17.12.2017 рік)[47][48][49][50][51]
- "Майска ніч, або утоплена" музична драма на 1 дію. Інсценізація за М. Гоголем В. Шевченка. На сцені Полтавського театру ляльок. (06.07.2018 рік)[52][53]
- "Енеїда" Інсценізація за І.П. Котларевським В. Шевченко. муз. А. Зименко. На сцені полтавського театру ім. Гоголя. (07.09.2018 рік)[54][55][56]
- "Снігова королева" Мюзикл на 1 дію. Інсценізація та лібрето О.Коваленко муз.  На сцені полтавського театру ім. Гоголя (19.12.2018 рік)[57][58][59][60][61][62]
- "Маруся Чурай" Інсценізація за Л. Костенко В. Шевченко. Художник - І. Кліменченко. На сцені полтавського театру ім. Гоголя. (04.07.2019 рік)[63][64][65][66][67]
- "Острів Скарбів" Лібрето Д. Черкаський та А. Гарцман,Композитор – В. Бистряков. Художник - М. Толмачова. На сцені полтавського театру ім. Гоголя. (19.12.2019 рік)[68][69][70][71]
- "Виконувач бажань" Музична комедія на 2 дії. Андрій Корейчик. Переклад В. Шевченко. На сцені полтавського театру ім. Гоголя. (14.02.2020 рік)[72][73][74][75]
- "Ромео та Джульетта" В. Шекспір. Переклад Ірини Стешенко. Трагедія на 2 дії. На сцені полтавського театру ім. Гоголя. (здача - 27.03.2021р., до прем'єрний показ - 13.05.2021р., прем'єра 14.05.2021р.)[76][77][78][79][80][81][82]
- "Лускунчик" О. Коваленко за казкою Е. Гофмана «Лускунчик і Мишачий король».Композитор — А. Зименко. Мюзікл на 1 дію. На сцені полтавського театру ім. Гоголя. (Прем'єра 18 грудня 2021 р.)[83][84][85][86][87][88]
- "Принц та жебрак" О. Коваленко за казкою Марка Твена «Принц та жебрак».Композитор — А. Зименко. Мюзікл на 1 дію. На сцені полтавського театру ім. Гоголя. (Прем'єра 17 грудня 2022 р.)[89][90][91][92]
- "Віддайте тіло" А. Крим.Художник — Т. Чухрій на 1 дію. На сцені полтавського театру ім. Гоголя. (Прем'єра 01 липня 2023 р.)[93][94]
- "За двома зайцями" М. Старицький. На сцені театру FerroTale Горішні Плавні (16.07.2023 рік)[95][96][97][98]
- "Чарівник країни Оз" В. Шевченко за романом Ф. Баума. Музика Г. Арлен. Художник - І. Кліменченко На сцені полтавського театру ім. Гоголя (16.12.23 р.)[99][100][101][102]
- "Вечори на хуторі поблизу Диканьки" О. Юшекевич за М. Гоголем. Художник - Н. Майструк. На сцені театру FerroTale Горішні Плавні (13.01.2024 рік)[103][104][105]
- "Конотопська відьма" В. Шевченко за Г. Квітки - Основ'яненком. Композитор - В. Ковтун. Художник - Н. Майструк. На сцені полтавського театру ім. Гоголя. (Прем'єра 27.03.2024 р.) [106][107]
- "Різдвяна історія" В. Шевченко за Ч. Дікенсом. Композитор - В. Ковтун. Художник - Н. Майструкк. На сцені полтавського театру ім. Гоголя. (Прем'єра 21.12.2024 р.) [108][109]
- "Різдвяна історія для дорослих 18+" В. Шевченко за Ч. Дікенсом. Композитор - В. Ковтун. Художник - Н. Майструк. На сцені полтавського театру ім. Гоголя. (Прем'єра 21.12.2024 р.)[110][111][112]
- "Лісова Пісня" Леся Українка. Композитор - В. Ковтун. Художник - Н. Майструк. На сцені кіровоградськогог академічного областного український музично-драматичний театр ім. М.Л. Кропивницького (Прем'єра 19.04.2025р.) [113]

## Творчі роботи під час карантину COVID-19:

### Online роботи (у форматі читки "наживо")
- 11 квіт. 2020 р. "Як Алла чоловіка купувала" Ю. Васюк.[114]
- 26 квіт. 2020 р. "Заблукані втікачі" Неда Неждана. [115]
- 30 квітня 2020 р. "Вечір лірики. Вірші наших земляків" [116]
- 9 трав. 2020 р. "Не покидай мене" Олексій дударев. [117]
- 10 трав. 2020 р. "Одружений коханець" Середньовіковий фарс. [118]

Online роботи (у форматі трансляція зі сцени "наживо")
- 16 трав. 2020 р. "Заблукані втікачі" Неда Неждана. [119]
- 21 травня 2020 р. "Люди Forbes" Марини Смілянець. [120]
- 24 травня 2020 р. "Станція" Олександр Вітер. [121]
- 20 червня 2020 р. "Концерт камерної музики" [122]
- 21 червня 2020 р. "Готель двох світів" Е. Шмітт  (закриття 84 театрального сезону ONLINE)[123]

Online роботи (у форматі "телеверсія")
- 27 квітня 2021 р. "Заблукані втікачі" Неда Неждана.[124]
- 08 травня 2021 р. "Подвиг, закарбований у віках" [125]

## Творчі роботи
- 2008 р. Режисер-постановник «Національного Сорочинського ярмарку»[126]
- 2009 р. Режисер звітного концерту полтавської області у м. Києві (звіт художніх колективів Полтавської області в Києві. У рамках Фестивалю мистецтв України 15 вересня близько 650 виконавців та 30 професійних і аматорських колективів представляли творчі здобутки Полтавщини у програмі «Слава роду Полтавського» в Національному Палаці мистецтв «Україна».)[127]
- 2009 р. Головний режисер «Національного Сорочинського ярмарку»[128]
- 2010 р. Головний режисер «Національного Сорочинського ярмарку»[129]
- 2011 р. Режисер постановник театрального дійства "Івана Купала" в Національному музеї-заповіднику садиба М.В. Гоголя (захід обласного рівня)[130]
- 2011 р. Режисер-постановник «Національного Сорочинського ярмарку»[131]
- 2011 р. Режисер-постановник театралізованого дійства "Наталчене весілля" в музеї "Садиба І.П. Котляревського" (захід обласного рівня в рамказ відзначення 20 річниці незалежності України)[132]
- 2011 р. Режисер постановник заходів в рамках святкування "Головної ялинки полтавської області" . (захід обласного рівня)
- 2012 р. Режисер постановник театрального дійства "Івана Купала" в Національному музеї-заповіднику садиба М.В. Гоголя (захід обласного рівня)
- 2012 р. Режисер постановник концерту до Дня Державного службовця. (захід обласного рівня)
- 2012 р. Режисер постановник концерту на VIP прийомі гостей з нагоди 75 - річчя Полтавської області. (захід обласного рівня)
- 2012 р. Режисер постановник концерту до Дня працівників Прокуратури. (захід обласного рівня)
- 2012 р. Режисер постановник заходів в рамках святкування "Головної ялинки полтавської області" . (захід обласного рівня)
- 2013 р. Режисер постановник концерту до Дня захисника вітчизни. (захід обласного рівня)
- 2013 р. Режисер постановник заходів в рамках святкування "Головної ялинки полтавської області" . (захід обласного рівня)
- 2014 р. Режисер постановник театралізованого концерту  "Вечір реквіем пам'яті небесній сотні та жертв АТО" . (захід обласного рівня)
- 2014 р. Режисер постановник заходів в рамках святкування "Головної ялинки полтавської області" . (захід обласного рівня)
- 2015 р. Режисер постановник театралізованого концерту "Новорічна ніч" для бійців АТО
- 2015 р. Режисер постановник заходів в рамках святкування "Головної ялинки полтавської області" . (захід обласного рівня)[133]
- 2016 р. Режисер постановник театрального дійства "Щедрий вечір"
- 08.04.2016 р. Режисер постановник театрального концерту "Гоголівцям - 80"
- 2016 р. Режисер постановник заходів в рамках святкування "Головної ялинки полтавської області" . (захід обласного рівня)[134]
- 2017 р. Режисер постановник заходів в рамках святкування "Головної ялинки полтавської області" . (захід обласного рівня)
- 14.02.2018 р. Режисер - постановник концерту "Творчий вечір Вікторії Ягідки"
- 08.03.2018 р. Режисер - постановник концерту "Весна як жінка, жінка як весна!"
- 27.08.2018 р. Режисер - постановник концерту "Урочисте відкриття фестивалю "В гостях у Гоголя" Міжнародний день театру"
- 19.12.2018 р. Режисер постановник заходів в рамках святкування "Головної ялинки полтавської області" . (захід обласного рівня)
- 14.02.2019 р. Режисер - постановник концерту "Коли любов у серці твоїм" до дня закоханих.[135]
- 08.03.2019 р. Режисер - постановник концерту "З любов'ю до жінок"[136]
- 01.04.2019 р. Режисер - постановник театралізованого дійства "Гоголь. Відлуння віків". Туристичний комплекс с. Гоголеве Шишацького району Полтавської області. (захід обласного рівня)[137][138]
- 26.04.2021 р. До 35 роковин аварії на Чорнобильській АЕС акція "Запали свічку" https://youtu.be/uRqoEQsII-U
- 03.12.2022 р.  Режисер постановник театрального дійства "Філосовський світ Г. Сковроди" з нагоди 300 - річчя від дня народження філософа. (захід обласного рівня)[139][140]
- 31.01є2023р. Режисер - постановник читки п'єси "День стійкості" Павла Юрова. На мікросцені театру Гоголя. [141] [142][143][144]
- 17.12.2023 р. 175 років Коломийському театру ім. Озаркевича. Спільний проєкт "Аничка & Наталка Полтавка". м. Коломия[145][146][147][148]
- 02.03.2024 р. Режисер читки п'єси "Молочайник" Оксани Гриценко.[149][150][151]
- 15.11.2024 р. Режисер театралізованої читки п'єси "І вгОрі, і ...шото там" Максима Девізорова [152][153][154][155][156][157]
- 23.11.2024 р. Захід обласного рівня "Запали свічку" вшанування жерт голодомору 1932 - 1933 рр. [158][159]
- 16.03.2025 р. Захід обласного рівня "Маріуполь. Театр болю і надії. Вечір пам'яті." Третя річниця від авіаудару по маріупольському театру. [160][161]

## Театральні фестивалі на яких було представлено режисерські роботи
- Міжнародний театральний фестиваль «Класика сьогодні» м. Дніпродзержинськ (2007 р.) Леся Українка «Лісова пісня» — Найкраща режисерська робота; Найкраща жіноча роль - Тетяна Любченко; Приз глядацьких симпатій;[162]
- «Лесині джерела» м. Новоград-Волинський (2009р) Леся Українка «Лісова пісня» — почесні гості фестивалю;[162]
- Міжнародний театральний фестиваль «Кримський ковчег» м. Сімферополь (2010 р.) Г. Цибань, В. Ковтун «Бог є Любов або Едіт Піаф» — Лауреати фестивалю та відзнака верховної ради автономної республіки Крим[163]
- Всеукраїнський театральний фестиваль жіночої творчості «Марії Заньковецької» м. Ніжин (2011 р.) Г. Цибань, В. Ковтун "Едіт Піаф або Бог є любов";— Приз глядацьких симпатій.
- Всеукраїнський театральний фестиваль "Тернопільські театральні вечори. Дебют" м. Тернопіль 2013р.Г. Цибань, В. Ковтун "Едіт Піаф або Бог є любов";— Друге місце.
- VIII театральний фестиваль Міжнародного Чорноморського клубу «HOMO LUDENS» (3-12 жовтня 2014р.) м. Миколаїв І. Тогобочний "Наймичка";- «За найкращий акторський ансамбль» (режисер Владислав Шевченко); «За вірність традиціям українського музично-драматичного театру»; «Найкраща жіноча роль другого плану»  народна артистка України Неллі Ножинова за роль Насті; «Найкраща чоловіча роль другого плану»  народний артист України Василь Голуб за роль Трохима.
- Всеукраїнський театральний фестиваль "Коломийскі представлення 8" м. Коломия. Вистава "Безталанна" 3 вересень 2016р.
- Фестиваль українського театру «Схід-Захід» у м. Кракові Польща. квітень 2018р. Г. Цибань, В. Ковтун "Едіт Піаф або Бог є любов";— Краща музична вистава, Краща жіноча роль.

## Зіграні ролі
- Ж. Латраз «Крихітка» — Жак
- М. Гоголь «Ніч перед Різдвом» — Гриць
- М. Старицький «Сорочинський ярмарок» — Гриць
- Б. Томас «Тітонька Чарлі» — Джек Чесней
- І. Карпенко — Карий «Мартин Боруля» — Микола
- М. Старицький «За двома зайцями» — Бас Кирило
- М. Ладо «Звичайна історія» — Олексій
- Леся Українка «Лісова пісня» — Лукаш
- Є. Шварц «Снігова королева» — Казкар
- Дж. Родарі «Чіполіно» — Гарбуз
- Ш. Перро «Кіт у чоботях» — Жак Простак
- Д. Маротта, Б. Рандоне «Втішувач вдів» — Молодий чоловік
- І. Карпенко — Карий «Безталанна» — Гнат
- І. Карпенко — Карий «Безталанна» — Дем'ян
- І. Карпенко — Карий «Безталанна» — Степан
- Г. Цибань «Едіт піаф або Бог є любов"» — Папа Лепле
- Г. Цибань «Царівна Ква - Ква"» — Баба Яга
- Г. Цибань «Царівна Ква - Ква"» — Іван Дурак
- Г. Цибань "Царівна Ква - Ква" — Король
- Г. Цибань "Царівна Ква - Ква" —  Кощей
- Новорічні інтермедії - Дід Мороз
- Л. Ліванов, Ю. Ентін  «Бременскі музики» — Трубадур
- Концерт до Дня незалежності України - Т.Г. Шевченко
- Ш. Перро «Кіт у чоботях» — Король
- Театралізований концерт "Новорічна ніч" - Дід Мороз. В новорічну ніч 2014-2015 рр. в зоні АТО було відпрацьовано 12 програм на різних місцях дислокації та блок постах для бійців АТО.
- Леся Українка «Лісова пісня» — Лісовик
- Леся Українка "Лісова пісня" — Дядько Лев
- Ведучий на зустрічі президента України (16.03.2019 р.)
- Святий Миколай - 19.12.2019р.

1. ↑  Порошенко, Петро (9 листопада 2015 року). Указ президента. Сайт президента України.
2. ↑  Лісова Пісня — Театр ім. М.В. Гоголя, Полтава. teatr-gogolya.pl.ua. Процитовано 22 грудня 2024.
3. ↑  Попелюшка — Театр ім. М.В. Гоголя, Полтава. teatr-gogolya.pl.ua. Процитовано 22 грудня 2024.
4. ↑  Вій — Театр ім. М.В. Гоголя, Полтава. teatr-gogolya.pl.ua. Процитовано 22 грудня 2024.
5. ↑  Едіт Піаф на полтавській сцені: «Любов нас тягне вниз, без сліз, без каяття». Інтернет-видання «Полтавщина» (укр.). 28 листопада 2010. Процитовано 22 грудня 2024.
6. ↑  Едіт Піаф — Театр ім. М.В. Гоголя, Полтава. teatr-gogolya.pl.ua. Процитовано 22 грудня 2024.
7. ↑  Безталанна — Театр ім. М.В. Гоголя, Полтава. teatr-gogolya.pl.ua. Процитовано 22 грудня 2024.
8. ↑  Гастролі: «Безталанна» | Увага! Гастролі театру ім. Гоголя: «Безталанна», І. Карпенка-Карого | By Житомирський академічний музично-драматичний театр ім. Івана Кочерги | Facebook (укр.), процитовано 22 грудня 2024
9. ↑  Щоденник “Коломийських представлень”: День третій, “Безталанна” - Театр ім. М.В. Гоголя, Полтава. teatr-gogolya.pl.ua. Процитовано 22 грудня 2024.
10. ↑  Гука-Чака - вождь червоношкірих — Театр ім. М.В. Гоголя, Полтава. teatr-gogolya.pl.ua. Процитовано 22 грудня 2024.
11. ↑  Бременські музики — Театр ім. М.В. Гоголя, Полтава. teatr-gogolya.pl.ua. Процитовано 22 грудня 2024.
12. ↑  Доньки-матері — Театр ім. М.В. Гоголя, Полтава. teatr-gogolya.pl.ua. Процитовано 22 грудня 2024.
13. ↑  Секрети казкової принцеси — Театр ім. М.В. Гоголя, Полтава. teatr-gogolya.pl.ua. Процитовано 22 грудня 2024.
14. ↑  Сватання на Гончарівці — Театр ім. М.В. Гоголя, Полтава. teatr-gogolya.pl.ua. Процитовано 22 грудня 2024.
15. ↑  За двома зайцями — Театр ім. М.В. Гоголя, Полтава. teatr-gogolya.pl.ua. Процитовано 22 грудня 2024.
16. ↑  Полтавський театр презентував у столиці виставу “За двома зайцями” – Новини Полтавщини (укр.). 24 травня 2023. Процитовано 22 грудня 2024.
17. ↑  Малюк та Карлсон — Театр ім. М.В. Гоголя, Полтава. teatr-gogolya.pl.ua. Процитовано 22 грудня 2024.
18. ↑  Малюк та Карлсон Для дітей переселенців.
19. ↑  ІРТ Полтава (26 березня 2014), ледве не згорів театр імені Гоголя, процитовано 22 грудня 2024
20. ↑  Мить… Життя…. site.com (укр.). Процитовано 14 березня 2024.
21. ↑  Мить... Життя... — Театр ім. М.В. Гоголя, Полтава. teatr-gogolya.pl.ua. Процитовано 14 березня 2024.
22. ↑  У театрі ім.Гоголя відбулася прем’єра вистави «Мить…Життя». Відео — Театр ім. М.В. Гоголя, Полтава. teatr-gogolya.pl.ua. Процитовано 14 березня 2024.
23. ↑  Шевченко про виставу "Мить... Життя". Випуск 99. — Театр ім. М.В. Гоголя, Полтава. teatr-gogolya.pl.ua. Процитовано 14 березня 2024.
24. ↑  Життя в трьох діях із одним антрактом — Театр ім. М.В. Гоголя, Полтава. teatr-gogolya.pl.ua. Процитовано 14 березня 2024.
25. ↑  Прем'єра гоголівців «Мить… Життя…» - філософський погляд на буденність і саме життя… — Театр ім. М.В. Гоголя, Полтава. teatr-gogolya.pl.ua. Процитовано 14 березня 2024.
26. ↑  Буратіно. site.com (укр.). Процитовано 14 березня 2024.
27. ↑  Буратіно: Мюзикл на 1 дію - | Афіша - Афіша в Полтаві - 0532.ua. 0532.ua - Сайт міста Полтави (укр.). Процитовано 14 березня 2024.
28. ↑  Зона. 30 км людяності. site.com (укр.). Процитовано 14 березня 2024.
29. ↑  Зона. 30 км людяності — Театр ім. М.В. Гоголя, Полтава. teatr-gogolya.pl.ua. Процитовано 14 березня 2024.
30. ↑  Прем'єра вистави "Зона. 30 км людяності" (Відео) — Театр ім. М.В. Гоголя, Полтава. teatr-gogolya.pl.ua. Процитовано 14 березня 2024.
31. ↑  Нову постановку гоголівці приурочили 30-м роковинам Чорнобильської трагедії — Театр ім. М.В. Гоголя, Полтава. teatr-gogolya.pl.ua. Процитовано 14 березня 2024.
32. ↑  Гоголівці запрошують переглянути виставу про Чорнобиль — Театр ім. М.В. Гоголя, Полтава. teatr-gogolya.pl.ua. Процитовано 14 березня 2024.
33. ↑  Антологія «На початку і наприкінці часів». Театральна риболовля (укр.). 11 квітня 2019. Процитовано 14 березня 2024.
34. ↑  Прем'єра вистави "Зона. 30 км людяності". 'Культурний простір' №218. (укр.), процитовано 14 березня 2024
35. ↑  Кайдашева сім’я. site.com (укр.). Процитовано 14 березня 2024.
36. ↑  Кайдашева сім’я — Театр ім. М.В. Гоголя, Полтава. teatr-gogolya.pl.ua. Процитовано 14 березня 2024.
37. ↑  Про прем'єру "Кайдашевої сім'ї" (відео) — Театр ім. М.В. Гоголя, Полтава. teatr-gogolya.pl.ua. Процитовано 14 березня 2024.
38. ↑  Дванадцять місяців. site.com (укр.). Процитовано 14 березня 2024.
39. ↑  Дванадцять місяців — Театр ім. М.В. Гоголя, Полтава. teatr-gogolya.pl.ua. Процитовано 14 березня 2024.
40. ↑  Нова новорічна казка гоголівців «Дванадцять місяців» зачаровує глядачів атмосферою дива — Театр ім. М.В. Гоголя, Полтава. teatr-gogolya.pl.ua. Процитовано 14 березня 2024.
41. ↑  Полтавський театр ім. М. Гоголя. Дванадцять місяців. "Ти молодий" № 393. (укр.), процитовано 14 березня 2024
42. ↑  Кондратюка", НВЦІ Національного університету "Полтавська політехніка імені Юрія. Гоголівці подарували романтичну казку «Всі миші люблять сир», а студенти порадували малечу солодощами. nupp.edu.ua (укр.). Процитовано 30 березня 2024.
43. ↑  Натхненні щасливими очима дітей… або Як гоголівці дарували своє мистецтво дітям у містечках Слов’янського району — Театр ім. М.В. Гоголя, Полтава. teatr-gogolya.pl.ua. Процитовано 30 березня 2024.
44. ↑  У театр ім. М. Гоголя відбулася прем’єра дитячої казки «Всі миші люблять сир» — Театр ім. М.В. Гоголя, Полтава. teatr-gogolya.pl.ua. Процитовано 30 березня 2024.
45. ↑  Благодійні гастролі-2018. "Всі миші люблять сир" — Театр ім. М.В. Гоголя, Полтава. teatr-gogolya.pl.ua. Процитовано 30 березня 2024.
46. ↑  Всі миші люблять сир — Театр ім. М.В. Гоголя, Полтава. teatr-gogolya.pl.ua. Процитовано 30 березня 2024.
47. ↑  Театр Гоголя готує новорічний репертуар — Театр ім. М.В. Гоголя, Полтава. teatr-gogolya.pl.ua. Процитовано 30 березня 2024.
48. ↑  Жив був пес. pl.vgorode.ua (ua) . Процитовано 30 березня 2024.
49. ↑  Мандруємо вдома (Про прем'єру "Жив був пес") — Театр ім. М.В. Гоголя, Полтава. teatr-gogolya.pl.ua. Процитовано 30 березня 2024.
50. ↑  «Жив-був пес» заговорив із полтавської сцени — Театр ім. М.В. Гоголя, Полтава. teatr-gogolya.pl.ua. Процитовано 30 березня 2024.
51. ↑  Жив був пес — Театр ім. М.В. Гоголя, Полтава. teatr-gogolya.pl.ua. Процитовано 30 березня 2024.
52. ↑  2018 у театрі. Вікіпедія (укр.). 10 січня 2024. Процитовано 30 березня 2024.
53. ↑  Вистави для дітей з особливими освітніми потребами та дорослих. Чим особливий Полтавський ляльковий театр. Інтернет-видання «Полтавщина» (укр.). 22 березня 2019. Процитовано 30 березня 2024.
54. ↑  Енеїда. site.com (укр.). Процитовано 14 березня 2024.
55. ↑  Полтавський драматичний театр розпочне сезон новою «Енеїдою». kolo.news (укр.). Процитовано 14 березня 2024.
56. ↑  Мачо-Еней та «голі» костюми акторок: театр Гоголя у вересні вражатиме сенсаційною інтерпретацією «Енеїди». 0532.ua - Сайт міста Полтави (укр.). Процитовано 14 березня 2024.
57. ↑  "Снігова королева" - подарунок до свят полтавцям від гоголівців — Театр ім. М.В. Гоголя, Полтава. teatr-gogolya.pl.ua. Процитовано 30 березня 2024.
58. ↑  Полтавський театр ім. Миколи Гоголя покаже новорічний мюзикл “Снігова королева” – Новини Полтавщини (укр.). 27 листопада 2018. Процитовано 30 березня 2024.
59. ↑  Історія торжества добра над злом — Театр ім. М.В. Гоголя, Полтава. teatr-gogolya.pl.ua. Процитовано 30 березня 2024.
60. ↑  Закулісся підготовки до "Снігової королеви" — Театр ім. М.В. Гоголя, Полтава. teatr-gogolya.pl.ua. Процитовано 30 березня 2024.
61. ↑  Прем'єра "Снігова королева" — Театр ім. М.В. Гоголя, Полтава. teatr-gogolya.pl.ua. Процитовано 30 березня 2024.
62. ↑  Снігова королева — Театр ім. М.В. Гоголя, Полтава. teatr-gogolya.pl.ua. Процитовано 30 березня 2024.
63. ↑  Вистава "МАРУСЯ ЧУРАЙ". Afisha.Poltava.info. Процитовано 30 березня 2024.
64. ↑  У полтавському театрі показали виставу «Маруся Чурай» із перекладом жестовою мовою (ФОТО). ЗМІСТ (укр.). 22 вересня 2023. Процитовано 30 березня 2024.
65. ↑  Прем’єра в Полтаві: глядачі і актори на одній сцені – гоголівці показують «Марусю Чурай» — Театр ім. М.В. Гоголя, Полтава. teatr-gogolya.pl.ua. Процитовано 30 березня 2024.
66. ↑  Прем'єра "Маруся Чурай" — Театр ім. М.В. Гоголя, Полтава. teatr-gogolya.pl.ua. Процитовано 30 березня 2024.
67. ↑  Маруся Чурай — Театр ім. М.В. Гоголя, Полтава. teatr-gogolya.pl.ua. Процитовано 30 березня 2024.
68. ↑  На прем’єрі мюзиклу «Острів скарбів» у театр імені Миколи Гоголя побували 200 дітей з області. poda.gov.ua (укр.). Процитовано 30 березня 2024.
69. ↑  На прем’єрі мюзиклу «Острів скарбів» у театр імені Миколи Гоголя побували 200 дітей з області – Новини Полтавщини (укр.). 19 грудня 2019. Процитовано 30 березня 2024.
70. ↑  «Гоголівці» поставили мюзикл «Острів скарбів» — Театр ім. М.В. Гоголя, Полтава. teatr-gogolya.pl.ua. Процитовано 30 березня 2024.
71. ↑  Острів скарбів — Театр ім. М.В. Гоголя, Полтава. teatr-gogolya.pl.ua. Процитовано 30 березня 2024.
72. ↑  Залєвська, Катерина (12 лютого 2020). Як двоє помінялися тілами: полтавські театрали готуються до прем'єри. Суспільне Полтава. Архів оригіналу за 8 грудня 2024. Процитовано 8 лютого 2025.
73. ↑  В обласному театрі готують прем’єрну виставу «Виконувач бажань» (укр.), процитовано 14 березня 2024
74. ↑  «Виконувач бажань»: у полтавському театрі імені Гоголя розповіли про прем’єрну виставу. ЗМІСТ (укр.). 28 січня 2020. Процитовано 14 березня 2024.
75. ↑  Виконувач бажань. site.com (укр.). Процитовано 14 березня 2024.
76. ↑  Ромео та Джульєтта — Театр ім. М.В. Гоголя, Полтава. teatr-gogolya.pl.ua. Процитовано 28 вересня 2023.
77. ↑  На сцені Полтавського театру ім. Гоголя відбувся передпрем'єрний показ вистави «Ромео та Джульєтта» (укр.), процитовано 28 вересня 2023
78. ↑  З Днем театру. Ромео та Джульєтта. Гоголь#рампа. Випуск 127. (укр.), процитовано 28 вересня 2023
79. ↑  Ромео та Джульєтта. Гоголь#рампа. Випуск 133. (укр.), процитовано 28 вересня 2023
80. ↑  У Міжнародний день театру полтавцям покажуть прем’єру “Ромео та Джульєтта”. Новини Полтавщини (укр.). 18 лютого 2021. Процитовано 28 вересня 2023.
81. ↑  Полтавський театр імені Гоголя - Святкуйте Міжнародний день театру у театрі;) Для вас - нова пристрасна, динамічна та надзвичайно чуттєва вистава "Ромео та Джульєтта". Режисер - заслужений діяч мистецтв України Владислав Шевченко, в головних ролях - Олександр Бородавка (Alexandr Borodavka) та Мар'яна Мощар (Marjasja Moshchar). Квитки вже у касі театру. #teatrgogolya #полтавськийтеатргоголя #афіша #Полтава #драмтеатр #Poltava #85сезон #theatre #ромеоІджульєтта #премєра | Facebook. ms-my.facebook.com (малайськ.). Процитовано 28 вересня 2023.
82. ↑  У Полтавському театрі імені Гоголя прем’єра – «Ромео та Джульєтта» | ГО "Громадське об’єднання Полтава". www.go.poltava.ua. Процитовано 28 вересня 2023.
83. ↑  Лускунчик — Театр ім. М.В. Гоголя, Полтава. teatr-gogolya.pl.ua. Процитовано 28 вересня 2023.
84. ↑  У Полтавському театрі готують прем'єру новорічного мюзиклу "Лускунчик". ptv.ua (англ.). Процитовано 28 вересня 2023.
85. ↑  З прем‘єрою, гоголівці! Довгих років життя мюзиклу «Лускунчик». Майже 40 вистав відбудеться у період з 19 грудня по 9 січня, тому встигніть подивитися... | By Полтавський театр імені Гоголя | Facebook. www.facebook.com (укр.). Процитовано 28 вересня 2023.
86. ↑  Прем'єра «Лускунчика» (укр.), процитовано 28 вересня 2023
87. ↑  Добре та вічне: у театрі Гоголя презентували «Лускунчика». poltavawave.com.ua (укр.). Процитовано 28 вересня 2023.
88. ↑  У Полтаві показали новорічну прем’єру “Лускунчик”. Новини Полтавщини (укр.). 19 грудня 2021. Процитовано 28 вересня 2023.
89. ↑  У Полтаві презентували виставу «Принц та жебрак»: фоторепортаж з прем’єри — Театр ім. М.В. Гоголя, Полтава. teatr-gogolya.pl.ua. Процитовано 28 вересня 2023.
90. ↑  У Полтавському театрі відбулась прем‘єра музичної казки “Принц та жебрак”. Новини Полтавщини (укр.). 18 грудня 2022. Процитовано 28 вересня 2023.
91. ↑  Попри повітряні тривоги і відключення світла: у Полтаві презентували виставу «Принц і жебрак». kolo.news (укр.). Процитовано 28 вересня 2023.
92. ↑  «Принц та Жебрак»: у театрі Гоголя готуються до прем'єри дитячої вистави (укр.), процитовано 28 вересня 2023
93. ↑  Суспільне, Полтава (01.06.2023). У полтавському театрі покажуть прем’єру вистави "Віддайте тіло". Полтава суспільне (Українською) . Процитовано 01.06.2023.
94. ↑  У Полтаві показали прем’єру вистави “Віддайте тіло”. Новини Полтавщини (укр.). 1 липня 2023. Процитовано 28 вересня 2023.
95. ↑  У Горішніх Плавнях відбулася благодійна вистава «За двома зайцями». Всі новини Кременчука на сайті Кременчуцький ТелеграфЪ (укр.). Процитовано 28 вересня 2023.
96. ↑  Неймовірна премʼєра: у Горішніх Плавнях театр Ferrexpo зібрав на підтримку Збройних сил України понад 250 тисяч гривень. Кременчуцька газета (укр.). Процитовано 28 вересня 2023.
97. ↑  Зануритись у світ 19 сторіччя: у Горішніх Плавнях відбулася благодійна вистава “За двома зайцями”. Кременчуцька газета (укр.). Процитовано 28 вересня 2023.
98. ↑  Козіна, Ольга (18.06.2023). Понад 250 тиc. грн для ЗСУ зібрав театр Ferrexpo у Горішніх Плавнях. ІРТ (Українською) . Процитовано 18.06.2023.{{cite news}}:  Обслуговування CS1: Сторінки з параметром url-status, але без параметра archive-url (посилання)
99. ↑  У театрі імені М. Гоголя відбулася прем’єра вистави «Чарівник країни Оз». poda.gov.ua (укр.). Процитовано 25 грудня 2023.
100. ↑  У полтавському театрі готуються до прем’єри новорічної казки (укр.), процитовано 25 грудня 2023
101. ↑  Facebook. www.facebook.com. Процитовано 25 грудня 2023.
102. ↑  Ізотов, Ігор; Іванова, Оксана (15 грудня 2023). У полтавському театрі готуються до прем'єри новорічної казки. Суспільне Полтава. Архів оригіналу за 28 липня 2024. Процитовано 8 лютого 2025.
103. ↑  Генеральні репетиції вистави “Вечори на хуторі поблизу Диканьки” театру Ferrotale компанії Ferrexpo (укр.), процитовано 14 січня 2024
104. ↑  Вражаюча прем'єра вистави "Вечори на хуторі поблизу Диканьки" відбулася в Горішніх Плавнях у корпоративному театрі Феротеєл! 🎭 У рамках мистецької... | By Полтавський театр імені Гоголя | Facebook (укр.), процитовано 14 січня 2024
105. ↑  Facebook. www.facebook.com. Процитовано 14 січня 2024.
106. ↑  Польоти над сценою, «справжній» дощ та живі мотанки: в Полтаві презентують виставу «Конотопська відьма». Полтавська Думка (укр.). 29 березня 2024. Процитовано 30 березня 2024.
107. ↑  До дня театру гоголівці презентували нову виставу – «Конотопська відьма». Зоря Полтавщини (рос.). 28 березня 2024. Процитовано 30 березня 2024.
108. ↑  Різдвяна історія — Театр ім. М.В. Гоголя, Полтава. teatr-gogolya.pl.ua. Процитовано 22 грудня 2024.
109. ↑  Литвак, Вікторія Мокрій, Дарина (17 грудня 2024). Для дітей і для дорослих 18+: у Полтаві готують прем’єру "Різдвяна історія". Суспільне | Новини (укр.). Процитовано 22 грудня 2024.
110. ↑  Різдвяна історія для дорослих (18+) — Театр ім. М.В. Гоголя, Полтава. teatr-gogolya.pl.ua. Процитовано 22 грудня 2024.
111. ↑  Суспільне Полтава (17 грудня 2024), У Полтаві в театрі імені Гоголя готують прем’єру «Різдвяна історія», процитовано 22 грудня 2024
112. ↑  Kolo. News (19 грудня 2024), У Полтаві відбулася премʼєра вистави для дорослих «Різдвяна історія», процитовано 22 грудня 2024
113. ↑  Лісова пісня | Театр ім. М.Л. Кропивницького. teatr-koryfeiv.com.ua (англ.). Процитовано 21 квітня 2025.
114. ↑  Як Алла чоловіка купувала (укр.), процитовано 28 вересня 2023
115. ↑  Загублені втікачі Прем'єра 26 04 2020р (укр.), процитовано 28 вересня 2023
116. ↑  Лірика від Народного артиста України Василя Голуба (укр.), процитовано 28 вересня 2023
117. ↑  НЕ ПОКИДАЙ МЕНЕ (укр.), процитовано 28 вересня 2023
118. ↑  ОДРУЖЕНИЙ КОХАНЕЦЬ (укр.), процитовано 28 вересня 2023
119. ↑  ЗАБЛУКАНІ ВТІКАЧІ (укр.), процитовано 28 вересня 2023
120. ↑  Люди Forbes (укр.), процитовано 28 вересня 2023
121. ↑  СТАНЦІЯ (укр.), процитовано 28 вересня 2023
122. ↑  Вечір КАМЕРНОЇ ВОКАЛЬНОЇ МУЗИКИ (укр.), процитовано 28 вересня 2023
123. ↑  Готель двух світів. (тривалість 1 год. 50 хв.) (укр.), процитовано 28 вересня 2023
124. ↑  Заблукані втікачі (укр.), процитовано 28 вересня 2023
125. ↑  День пам'яті та примирення (укр.), процитовано 28 вересня 2023
126. ↑  Сорочинський ярмарок 2008. Інтернет-видання «Полтавщина» (укр.). 13 серпня 2008. Процитовано 28 вересня 2023.
127. ↑  Від ювілею до ювілею: звітувала культура області. Інтернет-видання «Полтавщина» (укр.). 12 лютого 2010. Процитовано 28 вересня 2023.
128. ↑  Сорочинський ярмарок 2009. Інтернет-видання «Полтавщина» (укр.). 23 серпня 2009. Процитовано 28 вересня 2023.
129. ↑  Сорочинський ярмарок — 2010. Інтернет-видання «Полтавщина» (укр.). 18 серпня 2010. Процитовано 28 вересня 2023.
130. ↑  Івана Купала на Полтавщині: головне дійство відбудеться в Гоголевому. Інтернет-видання «Полтавщина» (укр.). 4 липня 2011. Процитовано 28 вересня 2023.
131. ↑  Сорочинская ярмарка-2011: что посмотреть, послушать, в чем поучаствовать. Інтернет-видання «Полтавщина» (укр.). 11 серпня 2011. Процитовано 28 вересня 2023.
132. ↑  У Полтаві до Дня незалежності провели «Наталчине весілля». Інтернет-видання «Полтавщина» (укр.). 20 серпня 2011. Процитовано 28 вересня 2023.
133. ↑  В театрі Гоголя підготували для юних глядачів прем'єру - мюзикл «Буратіно» (укр.), процитовано 14 березня 2024
134. ↑  У театрі імені Миколи Гоголя відкрилася головна ялинка Полтавщини. Інтернет-видання «Полтавщина» (укр.). 27 грудня 2016. Процитовано 14 березня 2024.
135. ↑  Полтавців запрошують відсвяткувати День закоханих у театрі Гоголя – Новини Полтавщини (укр.). 31 січня 2019. Процитовано 14 березня 2024.
136. ↑  З любов'ю до жінок! — Театр ім. М.В. Гоголя, Полтава. teatr-gogolya.pl.ua. Процитовано 14 березня 2024.
137. ↑  У Гоголевому урочисто відкрили культурно-мистецький центр (ФОТО). Новини Полтавщини (укр.). 1 квітня 2019. Процитовано 25 грудня 2023.
138. ↑  У ГОГОЛЕВОМУ УРОЧИСТО ВІДКРИЛИ КУЛЬТУРНО-МИСТЕЦЬКИЙ ЦЕНТР (ФОТО) – Український центр культурних досліджень (укр.). 2 квітня 2019. Процитовано 25 грудня 2023.
139. ↑  У Полтаві відбулося театралізоване дійство “Філософський світ Г. Сковороди”. Новини Полтавщини (укр.). 4 грудня 2022. Процитовано 25 грудня 2023.
140. ↑  У театрі імені Миколи Гоголя презентували виставу про Григорія Сковороду. 0532.ua - Сайт міста Полтави (укр.). Процитовано 25 грудня 2023.
141. ↑  Юров, Павло (31.01.2023). [0=AZWlca-3rcd5yMALDUcCVR6XXuTxoKLcveGZvgjXx4ET3spydwEbaK2vnvS0H0UPtZifTp1GMy8DRj0fq46W8KoWeDNm6Gx2_MOk_K-nFJRBC76wHCaV_TL-7PYIJPQL-EA1ZEYm7OOd0VsuA5H37mp_PPSsLrSWgaFGCZPdlVV3dlli8_SUi-ZaaLMnT_W_lb0&__tn__=%2CO%2CP-R День Стійкості]. фейсбук.
142. ↑  У театрі відбулася театрілзована читка сучасної драми у бомбосховищі — Театр ім. М.В. Гоголя, Полтава. teatr-gogolya.pl.ua. Процитовано 29 січня 2025.
143. ↑  Читка п'єси "День стійкості". Гоголь#Рампа. Випуск 189. — Театр ім. М.В. Гоголя, Полтава. teatr-gogolya.pl.ua. Процитовано 29 січня 2025.
144. ↑  Полтавський театр ім. М. Гоголя (1 лютого 2023), Читка п'єси "День стійкості". Гоголь#Рампа. Випуск 189., процитовано 29 січня 2025
145. ↑  EditorZMI (18 грудня 2023). «Гоголівці» взяли участь у святкуванні 175-річчя театру імені Івана Озаркевича. polinfo.gov.ua (укр.). Процитовано 25 грудня 2023.
146. ↑  Коломийський драмтеатр відзначив 175-річчя (відео). www.ntktv.ua (укр.). Процитовано 25 грудня 2023.
147. ↑  Admin (18 грудня 2023). Коломийський театр відзначив 175-річчя з часу створення. Західний кур'єр (укр.). Процитовано 25 грудня 2023.
148. ↑  У Коломиї відзначили 175-річчя театру імені греко-католицького священника Івана Озаркевича. Синод Єпископів Української Греко-Католицької Церкви (укр.). Процитовано 25 грудня 2023.
149. ↑  “Молочайник”: жіночий драматичний генофонд на сцені театру ім. М. Гоголя – Новини Полтавщини (укр.). 3 березня 2024. Процитовано 14 березня 2024.
150. ↑  2 березня у Полтавському театрі ім. Гоголя відбудеться презентація збірки «Драма Панорама 2023». Інтернет-видання «Полтавщина» (укр.). 28 лютого 2024. Процитовано 14 березня 2024.
151. ↑  Facebook. www.facebook.com. Процитовано 14 березня 2024.
152. ↑  Гоголівці готують п’єсу на фестиваль — Театр ім. М.В. Гоголя, Полтава. teatr-gogolya.pl.ua. Процитовано 22 грудня 2024.
153. ↑  І в горі, і шототам. Випуск 275 — Театр ім. М.В. Гоголя, Полтава. teatr-gogolya.pl.ua. Процитовано 22 грудня 2024.
154. ↑  1 тис. переглядів · 21 реакція | #ПолтавськаОВА #Фестивальпершихп’єс.Полтава #ТеатрВетеранів П’єса Максима Девізорова «І в горі, і шототам» відкрила Фестиваль перших п’єс у Полтаві. Цей... | By Полтавський театр імені Гоголя | Facebook (укр.), процитовано 22 грудня 2024
155. ↑  Стосується кожного — Театр ім. М.В. Гоголя, Полтава. teatr-gogolya.pl.ua. Процитовано 22 грудня 2024.
156. ↑  ІРТ Полтава (18 листопада 2024), Полтава стала другим містом в Україні, де втілили ініціативу «Театру Ветеранів», процитовано 22 грудня 2024
157. ↑  Телеканал, ІРТ (15.11.2024). Новини.
158. ↑  Полтавщина долучилася до всеукраїнської акції «Запали свічку памʼяті». poda.gov.ua (укр.). Процитовано 22 грудня 2024.
159. ↑  Filmoskop (22 листопада 2024), Голодомор, процитовано 22 грудня 2024
160. ↑  Ми тут, щоб пам’ятати — Театр ім. М.В. Гоголя, Полтава. teatr-gogolya.pl.ua. Процитовано 24 березня 2025.
161. ↑  У Полтаві вшанували пам’ять жертв трагедії Маріупольського драмтеатру. poda.gov.ua (укр.). Процитовано 24 березня 2025.
162. 1 2  Лісова Пісня — Театр ім. М.В. Гоголя, Полтава. teatr-gogolya.pl.ua. Процитовано 28 вересня 2023.
163. ↑  Актори театру Гоголя зіграли тестову виставу. Інтернет-видання «Полтавщина» (укр.). 28 березня 2011. Процитовано 28 вересня 2023.